# برت ادینال
برت ادینال (انگلیسی: Bert Addinall; ۳۰ ژانویهٔ ۱۹۲۱ – مه ۲۰۰۵ (aged 84)) بازیکن فوتبال اهل بریتانیا بود.
از باشگاه‌هایی که در آن بازی کرده‌است می‌توان به باشگاه فوتبال کریستال پالاس، باشگاه فوتبال برایتون اند هوو آلبیون، و باشگاه فوتبال کویینز پارک رنجرز اشاره کرد.